# Zomia
 (novembre 2014).
Si vous disposez d'ouvrages ou d'articles de référence ou si vous connaissez des sites web de qualité traitant du thème abordé ici, merci de compléter l'article en donnant les références utiles à sa vérifiabilité et en les liant à la section « Notes et références ».

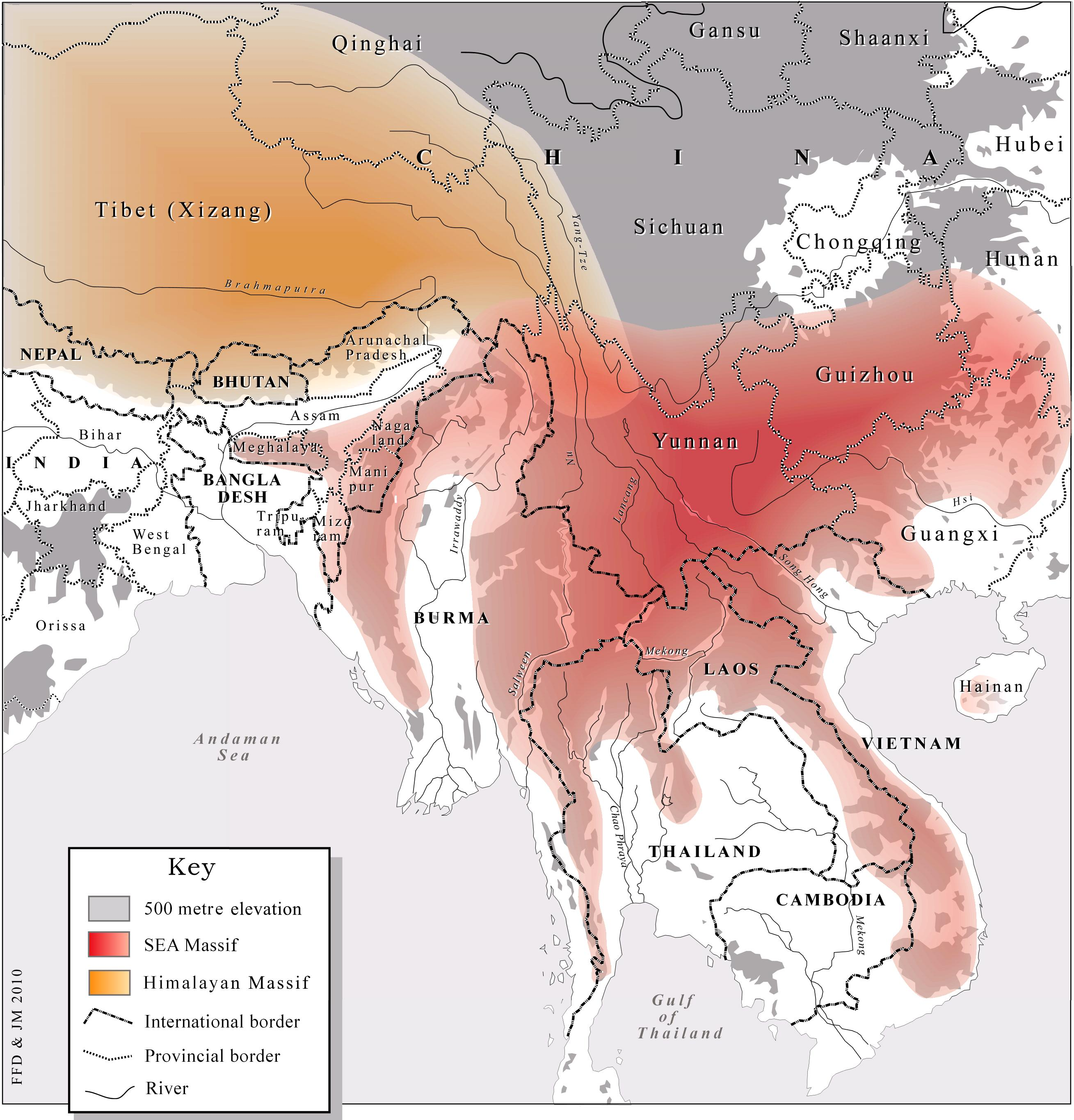
Carte du « Massif sud-est asiatique » (figuré en rouge), concept élaboré par l'anthropologue Jean Michaud en 1997, qui couvre plus-ou-moins les territoires qualifiés de « Zomia ».

Zomia est un terme géographique créé en 2002 par l'historien Willem van Schendel (nl) (1950-2024) de l'université d'Amsterdam qui désigne une large partie des territoires du sud-est asiatique dont les habitants refusent l’autorité des États auxquels cet espace appartient. 
Le terme zomi en tibéto-birman désigne les hautes terres.

## Développement
Dans son livre Zomia ou l’art de ne pas être gouverné, une histoire anarchiste des hautes terres d’Asie du Sud-Est, James C. Scott analyse la Zomia comme la dernière expérience d’autonomie politique, étendue dans l’espace et persistante dans le temps, capable de résister jusqu’à très récemment à l’avancée du « progrès » : celles des groupes ethniques, comme les Miao (ou Hmongs) ou les Kachin, des collines d’Asie du Sud-Est. 
Cette étude peut être élargie à d'autres zones géographiques, permettant d'expliquer les antagonismes et les complémentarités entre des zones de basses terres sous contrôle d'un état et les zones de hautes terres en dehors de ce contrôle : cru / cuit, amont / aval, dominé / dominant, collines-forêts-plateaux / plaines-vallées, polyculture (riz de coteau, patate douce, igname, maïs, manioc, café, thé, tabac, pavot…) / monoculture (riz, blé…), dehors (ni impôt ni corvée) / dedans, frontière-refuge-sanctuaire-réserve-résidu-marge-périphérie-écart-fuite-exode / centre, barbare / civilisé, sauvage / apprivoisé, insoumis / soumis, récalcitrant-rebelle / assimilé, autonome-libre / dépendant…